# 坦塔罗斯槽沟群

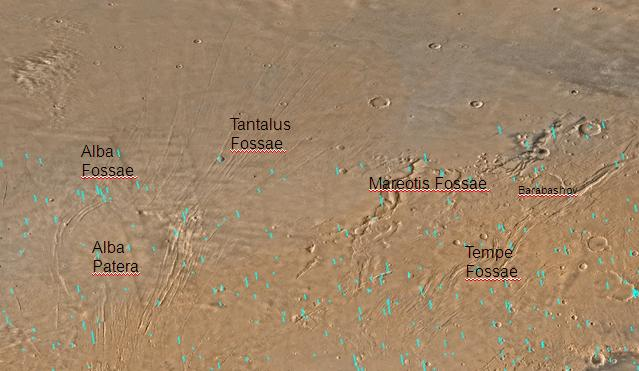
标注了主要特征的阿耳卡狄亚区地图，在该区域有数群被称为槽沟的大裂缝，从左至右分别为：阿尔巴槽沟群、坦塔罗斯槽沟群、玛莱奥提斯槽沟群和滕比槽沟群。

坦塔罗斯槽沟群 (Tantalus Fossae)是火星阿耳卡狄亚区的一组槽沟，位于北纬50.9°和西经97.5°处，长约2400公里，其名称取自北纬35°、西经110°处的一反照率特征，像这种地貌在火星上被称为槽沟群(fossae)。 
 

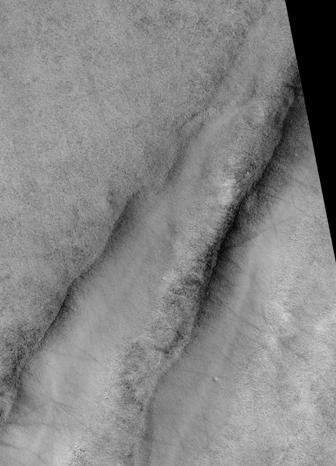
高分辨率成像科学设备看到的坦塔罗斯槽沟群，点击图像查可看到尘暴痕迹。